# Edwin Flack
Edwin Flack (n. 5 noiembrie 1873, Londra, Regatul Unit al Marii Britanii și Irlandei – d. 10 ianuarie 1935, Victoria, Australia) a fost un jucător de tenis ce a reprezentat Australia, medaliat olimpic. A participat la o ediție a Jocurilor Olimpice (1896) în care a câștigat o medalie de bronz.

## Participări
Lista de mai jos prezintă principalele competiții la care a participat Edwin Flack de-a lungul carierei.
- Antisfairisi stous Therinoùs Olympiakoùs Agones 1896 - Diplό andron[*]